# 榎本藩
榎本藩（えのもとはん）は、下野国都賀郡榎本（現在の栃木県栃木市大平町榎本）を居所として、江戸時代前期に存在した藩。1605年に本多正純の弟・本多忠純が1万石で入封して成立。大坂の陣後に加増を受けて2万8000石となったが、1640年に無嗣により廃藩となった。
なお、1615年の加増時に都賀郡皆川に居所を移した（皆川藩に移封した）とする解釈もあるが、本記事では1640年に絶家となるまでの本多家3代を扱う。

## 歴史
慶長10年（1605年）、本多正信の三男・忠純が、下野国都賀郡の榎本領で1万石を与えられた。これにより榎本藩が立藩する。
慶長20年/元和元年（1615年）の大坂夏の陣に従軍した忠純は、天王寺表で戦功を挙げた。戦後、下野国皆川周辺で1万8000石を加増され、合計2万8000石の大名となった。なお、加増の際に皆川藩に転封したと見なし、この時点で榎本藩が廃藩となったという見解もあるが、一般的にはこの後も榎本藩と見なされる。
寛永8年（1631年）12月13日、忠純は46歳で死去した。これについては、忠純が短気でしばしば手討ちを行う人物であったために、家臣に刺殺されたという説がある。忠純の墓は水代村の大中寺（榎本大中寺）に設けられ、現存している（栃木市指定文化財）。
跡を養嗣子（婿養子）の政遂が継いだ。政遂は加賀藩家老・本多政重（本多正信の二男）の子で、忠純には甥にあたる。しかし政遂は寛永15年（1638年）7月29日、26歳で早世した。
政遂と正室（忠純の娘）の間に生まれた犬千代（3歳）が家督を継いだが、寛永17年（1640年）5月13日に5歳で夭折した。本多家は無嗣のために領地を収公された（改易）。これにより榎本藩は廃藩となった。
犬千代の夭折で榎本藩本多家が絶えたことを惜しんだ将軍徳川家光は、政遂の弟（政重の三男）・政朝（帯刀）を召し出して名跡を継がせた。政朝は下野国都賀郡内で5000石を与えられ、大身旗本となった。

## 歴代藩主
本多家
譜代 1万石→2万8000石
1. 忠純（ただずみ）
2. 政遂（まさもろ）
3. 犬千代（いぬちよ）

## 領地

### 榎本

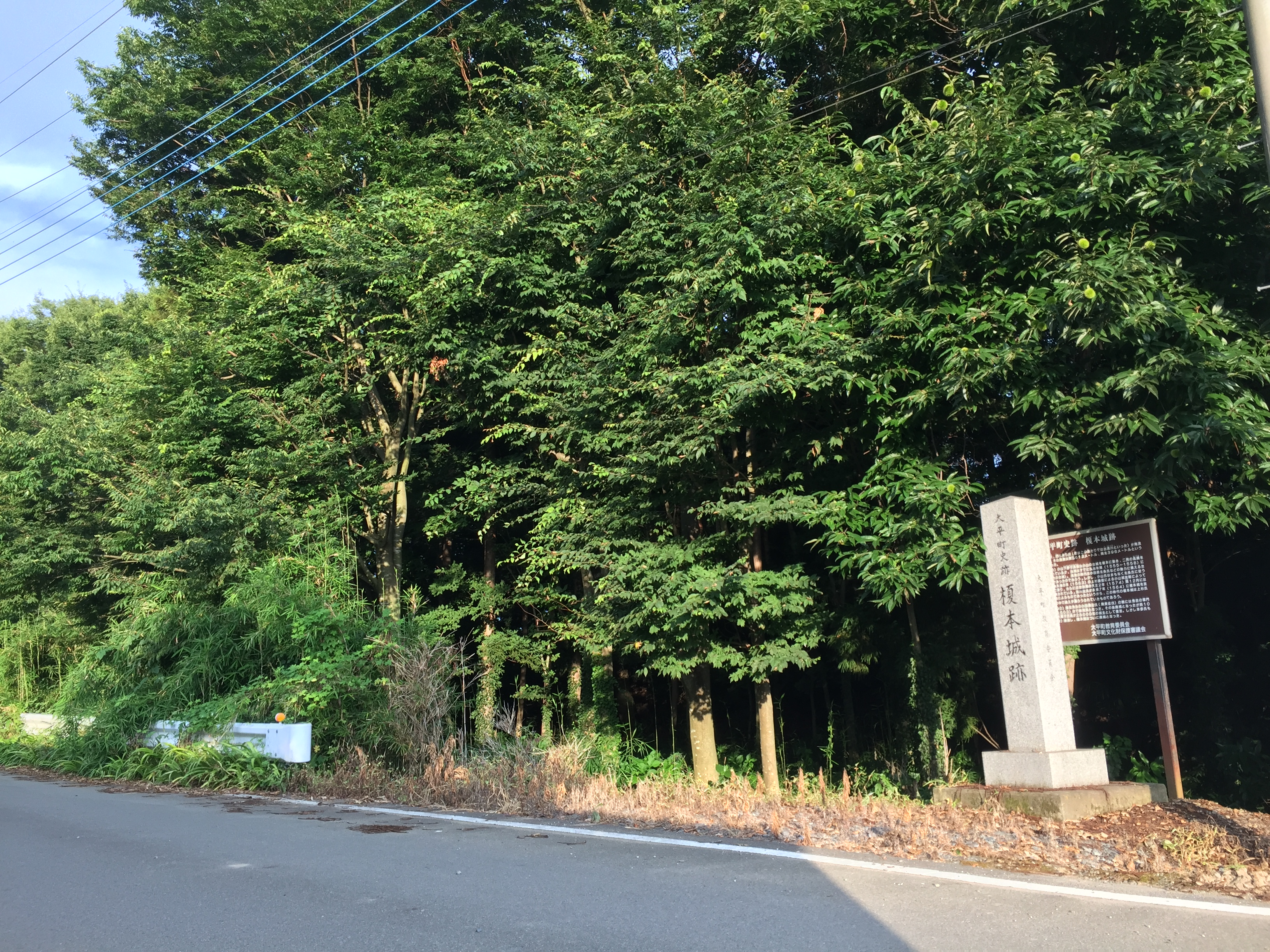
榎本城跡

中泉荘に「榎本」という地名が現れるのは戦国期のことである。この土地は小山氏の支配地であったが、永禄3年（1560年）時点では小山氏の手を離れており、古河公方の御料所になっていたものと見られる。天正3 - 4年（1575 - 6年）頃と推定される足利義氏印判状には「榎本領」の名称が見え、これらの地域が小山氏に奪回されていたことが窺われる。榎本城を中心とする「榎本領」はこの後、長尾（上杉）氏・北条氏・佐竹氏・結城氏といった諸勢力による争奪の舞台となった。天正10年（1582年）以後、榎本城は北条家の下野経営の拠点とされ、北条氏照の支配下に置かれて近藤綱秀が在城した。
天正18年（1590年）、小田原の役の際に結城晴朝の軍勢が榎本城を攻撃し、以後慶長6年（1601年）まで結城氏の所領となった。
江戸時代、榎本城の置かれた一帯は「東水代村」と呼ばれた。東水代村には、日光例幣使街道犬伏宿と日光街道小山宿とを結ぶ脇往還が通過しており、「榎本宿」あるいは「榎本町」と呼ばれる継立場が成立した。東水代村は1877年（明治10年）に榎本村と改称している。